# Луций Корнелий Сулла (отец диктатора)
Лу́ций Корне́лий Су́лла (лат. Lucius Cornelius Sulla; умер в 124/122 году до н. э.) — римский аристократ из захудалой ветви патрицианского рода Корнелиев, отец диктатора Суллы. Согласно одной из гипотез, был претором и наместником провинции Азия.

## Биография
Луций Корнелий принадлежал к малоизвестной во II веке до н. э. ветви патрицианского рода Корнелиев. Его преномен и преномен его отца — Публий — известны благодаря Капитолийским фастам и многочисленным надписям, посвящённым его старшему сыну. Исходя из этих данных, предполагается, что Луций был сыном претора 186 года до н. э. Публия Корнелия Суллы, причём, судя по его преномену, вторым: старший сын в его роду, как правило, получал имя Публий. Жил он, по словам Плутарха, «в постоянной бедности», так что ничего не оставил своему сыну. Правда, его бедность греческий писатель мог преувеличивать: учитывая, что отец Луция был наместником Сицилии, в семье должен был быть определённый достаток, и, в частности, средств хватило на то, чтобы дать хорошее образование Луцию-младшему. Исследователи предполагают, что старший Сулла залез в долги, из-за чего потерял собственный дом.
О политической карьере Луция Корнелия известно только, что он был членом жреческой коллегии авгуров. При этом Аппиан Александрийский в своей «Римской истории» цитирует обращение военачальника понтийского царя Митридата VI Архелая в 85 году до н. э. к Сулле-младшему во время переговоров о мире. В частности, Архелай говорит: «— О Сулла! Царь Митридат, который ещё со времён отцов был вашим другом…». Некоторые исследователи считают, что здесь имеется в виду реальная дружба отца Митридата и отца Суллы; отсюда возникла гипотеза, что Луций Корнелий-старший мог быть претором, а затем пропретором в провинции Азия. Тем не менее, многие антиковеды игнорируют эту гипотезу.
Известно, что Луций Корнелий умер, когда его старший сын готовился получить взрослую тогу. Учитывая, что Сулла-младший родился в 138 году до н. э., а toga virilis надевали в 14—16 лет, смерть Суллы-старшего может быть датирована приблизительно 124—122 годами до н. э.

## Семья
Луций Корнелий был женат дважды, но имена обеих его жён остались неизвестны. От первого брака родились сын того же имени и дочь Корнелия, ставшая матерью Секста Нония Суфената, претора 81 года до н. э.; от второго — сын Сервий (отец Публия, выбранного консулом на 66 год до н. э., но не вступившего в должность).

## В художественной литературе
Луций Корнелий фигурирует в описании ранних лет его сына в романе Колин Маккалоу «Первый человек в Риме».